# Абу Иса аль-Варрак
Абу ‘Иса Мухаммад ибн Харун аль-Варрак (араб. أبو عيسى محمد ابن هارون الوراق‎; 889 — 24 июня 994) — арабский учёный, скептик, критик ислама и религии в целом.

## Биография
Был учеником Ибн ас-Сарраджа и Ибн Дурайда и наставником и другом Ибн ар-Раванди, в чьей работе Книга изумрудов он появляется.
Аль-Варрак был настроен скептически к вере в существование Бога. Он ставил под сомнение утверждение о богооткровенной религии. Он утверждал, что если люди способны понять, что такое добро, чтобы быть великодушным, то пророчество — это лишнее. Аль-Варрак восхищался интеллектом не за его способности представить Бога, а из-за своей тяги к научным чудесам. Он объяснил, что люди развивали астрономию, заглядевшись на небо, и что нет необходимости в пророке, чтобы показать им, как смотреть на небо. Он также заявил, что нет необходимости в пророках, чтобы показать людям, как сделать флейту, или как в неё играть.
Аль-Варрак сомневался в пророческой миссии Мухаммеда:

То, что Мухаммад мог предсказать определённые события, не доказывает то, что он был пророком: он, возможно, смог угадать, но это не значит, что он действительно знал о будущем. И, конечно же, тот факт, что он смог пересказать события из прошлого, не доказывает то, что он был пророком, потому что он мог прочитать об этих событиях в Библии и, если бы он был неграмотным, всё равно кто-то мог прочитать Ветхий Завет для него.